# آندریا ماگراسی
آندریا ماگراسی (انگلیسی: Andrea Magrassi؛ زادهٔ ۶ فوریهٔ ۱۹۹۳) بازیکن فوتبال اهل ایتالیا است.
از باشگاه‌هایی که در آن بازی کرده‌است می‌توان به باشگاه فوتبال سمپدوریا، باشگاه فوتبال برشا، و باشگاه ورزشی اولیاننسه اشاره کرد.